# Thamalakane River
Thamalakane River är ett vattendrag i Botswana. Det ligger i den centrala delen av landet, 600 km nordväst om huvudstaden Gaborone.
Omgivningarna runt Thamalakane River är huvudsakligen savann. Trakten runt Thamalakane River är nära nog obefolkad, med mindre än två invånare per kvadratkilometer.